# Tion Otang
Hon Tion Otang – polityk Kiribati, od 28 marca do 10 lipca 2003  tymczasowy prezydent kraju po porażce wyborczej dotychczasowego prezydenta, Teburoro Tito, od 2002 pełni funkcję pełnomocnika rządowego ds. służby publicznej.